# ألاباما (فريق موسيقى)
ألاباما (بالإنجليزية: Alabama) فريق لموسيقى الريف الأمريكي والروك الجنوبي. تشكل الفريق في فورت باين بولاية ألاباما، في عام 1969. كان التشكيل الأول للفريق يشمل: راندي أوين (غناء رئيسي، وجيتار إيقاع) وابن عمه تيدي جينتري (جيتار باس، وغناء داعم)، وسرعان ما انضم إليهم ابن عم آخر هو، جيف كوك (جيتار رئيسي، وكمان، ولوحات مفاتيح).
عملت المجموعة لأول مرة تحت اسم «وايلد كونتري Wildcountry»، حيث قامت بجولة في دائرة الشريط الجنوبي الشرقي في أوائل السبعينيات، وبدأت في كتابة الأغاني الأصلية. قاموا بتغيير اسمهم إلى «ألاباما» في عام 1977 وبعد نجاح اثنين من أغانيهم الفردية على القوائم، بدأ الفريق في التسجيلات مع شركة «آر سي أيه RCA Records».
جاء أكبر نجاح لفريق ألاباما في الثمانينيات، حيث حقق الفريق على أكثر من 27 أغنية تحتل المركز الأول على قوائم أفضل الأغاني، وسبعة ألبومات تفوز بجائزة الاسطوانة البلاتينية وحصل أيضاً على العديد من الجوائز.

## أهم أغاني فترة الثمانينات
نهر تينيسي (1980) Tennessee River
حب من الدرجة الأولى (1981)  Love in the First Degree
موسيقى الجبل (1982) Mountain Music
ديكسيلاند ديلايت (1983) Dixieland Delight
إذا كنت ستلعب في تكساس (يجب أن يكون لديك كمان في الفريق) 1984 (If You're Gonna Play in Texas (You Gotta Have a Fiddle in the Band
أغنية الجنوب (1988) Song of the South
تراجعت شعبية الفريق قليلاً في التسعينيات على الرغم من الاستمرار في إنتاج أغنيات فردية ومبيعات تحقق جوائز الاسطوانات البلاتين.
تم حل ألاباما في عام 2004 بعد جولة وداع وألبومين من الموسيقى الملهمة ولكن لم شمل الفريق مرة أخرى في عام 2010 واستمر في التسجيل والتجول في جميع أنحاء العالم.

## أسلوب الفريق وقيمته الفنية
يمزج فريق ألاباما موسيقى الريف التقليدية وموسيقى الروك الجنوبية جنبًا إلى جنب مع عناصر موسيقى البلو جراس والفولكلور والإنجيل وموسيقى البوب، أعطى هذا المزيج جاذبية متقاطعة ساعدت في تحقيق نجاحهم، كما قام الفريق بجولات مكثفة ودمج عناصر الإنتاج مثل الإضاءة و «مجموعات» مستوحاة من حفلات موسيقى الروك في عروضهم. الفريق لديه أكثر من 41 أغنية ريفية حققت المركز الأول على قوائم بيلبورد، وباع الفريق أكثر من 75 مليون اسطوانة، مما يجعله أنجح فريق في تاريخ موسيقى الريف.
يعزي موقع «أول ميوزك AllMusic» نجاح ألاباما إلى انه أشاع إمكانية تفوق فريق يعزف موسيقى الريف الأمريكي، وكتب الموقع: «أنه من غير المحتمل أن يتمكن أي فريق آخر لموسيقى الريف من تجاوز نجاح فريق ألاباما».
تم إدخال ألاباما في قاعة مشاهير ومتحف الموسيقيين Musicians Hall of Fame and Museum في عام 2019 وتم منحه أول جائزة على الإطلاق لما حققه الفريق طوال فترة إنجازاته.

## أعضاء الفريق الحاليين
راندي أوين: غناء رئيسي، وجيتار إيقاع (1969-2004، 2006-07، 2010 إلى الوقت الحاضر)
تيدي جينتري: جيتار باس، ودعم غناء (1969-2004، 2006-07، 2010 إلى الوقت الحاضر)
جيف كوك: جيتار رئيسي، وغناء مساند، وكمان، ولوحات مفاتيح (1969-2004، 2006-07، 2010 إلى الوقت الحاضر)
أعضاء سابقون
مايك شوكروس: طبول (2010-2018)
مارك هيرندون: طبول (1979-2004)
ريك سكوت: طبول (1974-1979)
بينيت فارتانيان: طبول وغناء مساند (1972-1974)
جاكي أوين: طبول (1969-1972)

## وصلات خارجية
ألاباما (فريق موسيقى) على موقع ميوزك برينز (الإنجليزية)
- ألاباما (فريق موسيقى) على موقع أول ميوزيك (الإنجليزية)
- ألاباما (فريق موسيقى) على موقع ديسكوغز (الإنجليزية)